# 卡托兰迪亚
卡托兰迪亚是巴西巴伊亚州的一个市镇。总面积659.717平方公里，总人口3079人，人口密度4.7人/平方公里。